# Kiernan Dewsbury-Hall
Kiernan Frank Dewsbury-Hall (sinh ngày 6 tháng 9 năm 1998) là cầu thủ bóng đá người Anh thi đấu ở vị trí tiền vệ cho câu lạc bộ Everton.
Dewsbury-Hall trưởng thành từ học viện đào tạo trẻ của Leicester City và ra mắt đội một vào năm 2018. Anh cùng Leicester vô địch EFL Championship 2023–24 để giành quyền thăng hạng lên Premier League. Anh chuyển đến Chelsea trong kỳ chuyển nhượng mùa hè năm 2024, giành danh hiệu UEFA Europa Conference League và FIFA Club World Cup trước khi đến Everton một năm sau đó.

## Sự nghiệp câu lạc bộ

### Leicester City
Dewsbury-Hall gia nhập học viện đào tạo trẻ của Leicester City từ năm 8 tuổi (2006). Anh ký hợp đồng chuyên nghiệp đầu tiên với Leicester City vào năm 2017 và đến năm 2019 có tên trong đội dự bị.
Dewsbury-Hall có trận đấu chính thức đầu tiên cho đội một Leicester City trong trận thắng 1–0 trước Brentford tại đấu trường Cúp FA ngày 25 tháng 1 năm 2020 khi vào sân từ ghế dự bị thay cho Kelechi Iheanacho. Hai ngày sau đó, anh được Leicester City đem cho mượn tại Blackpool cho đến hết mùa bóng 2019–20.
Dewsbury-Hall ký hợp đồng mới có thời hạn 4 năm với Leicester ngày 16 tháng 10 năm 2020 và ngay lập tức chuyển đến Luton Town theo hợp đồng cho mượn có thời hạn một mùa bóng. Tại Luton Town, anh ra sân tổng cộng 40 lần, ghi được 3 bàn thắng và có 6 đường chuyền thành bàn.

#### 2023-24
Trong trận đấu đầu tiên của Leicer City tại EFL Championship 2023–24 ngày 6 tháng 8 năm 2023, Dewsbury-Hall lập cú đúp ở phút 77 và 87 giúp đội bóng của anh lội ngược dòng thành công trước Coventry City. Anh lập một cú đúp khác vào ngày 4 tháng 10 giúp đội bóng của anh đánh bại Preston North End 3-0.
Dewsbury-Hall ghi tổng cộng 12 bàn thắng và 12 đường chuyền thành bàn trong hành trình đi đến chức vô địch EFL Championship mùa giải này của Leicester City. Vào thời điểm rời Leicester City, anh đã có 17 bàn thắng qua 129 trận cho đội một.

### Chelsea
Ngày 2 tháng 7 năm 2024, Dewsbury-Hall chính thức chuyển đến Chelsea với phí chuyển nhượng 30 triệu £ để tái hợp với người thầy cũ Enzo Maresca. Anh có trận đấu chính thức đầu tiên cho Chelsea khi vào sân từ ghế dự bị trong trận thua 2-0 trước Manchester City tại trận mở màn Giải bóng đá Ngoại hạng Anh 2024–25 của Chelsea. Ngày 3 tháng 10, anh có bàn thắng đầu tiên trong màu áo Chelsea khi nâng tỉ số lên 4-1 trong chiến thắng 4-2 trước KAA Gent tại lượt trận thứ nhất Vòng đấu hạng UEFA Conference League 2024–25. Ngày 13 tháng 3 năm 2025, anh ghi bàn thắng duy nhất trong trận đấu lượt về lượt về vòng 1/8 UEFA Conference League giữa Chelsea và Copenhagen để đưa Chelsea vào tứ kết với tổng tỉ số 3-1.
Anh vào sân từ ghế dự bị trong trận chung kết đánh bại Real Betis 4-1 để giành chức vô địch UEFA Conference League 2024-25. Trong hành trình đi đến chức vô địch này của Chelsea, anh đã thi đấu trọn vẹn cả 15 trận. Trong mùa hè năm 2025, anh cùng Chelsea giành tiếp danh hiệu FIFA Club World Cup với cá nhân ra sân 2/7 trận và ghi bàn thắng ấn định chiến thắng 4-1 trước Benfica ở vòng 1/8. Dewsbury-Hall rời Chelsea chỉ sau một mùa giải với 36 lần ra sân trên mọi đấu trường.

### Everton
Ngày 6 tháng 8 năm 2025, Dewsbury-Hall gia nhập Everton theo bản hợp đồng có thời hạn 5 năm, sau thương vụ chuyển nhượng có giá trị ban đầu 24 triệu £ và có thể lên đến tối đa 28 triệu £.

## Danh hiệu
Leicester City
- EFL Championship: 2023–24[22]
- FA Community Shield: 2021[23]

Chelsea
- UEFA Conference League: 2024–25[24]
- FIFA Club World Cup: 2025[25]